# Catharina Cederström
Catharina Cederström, gift Hierta, född 1 september 1708 i Stockholm, död 1791 på Högbo bruk, var en svensk friherrinna och brukspatron.

## Biografi
Catharina Cederström var tredje barnet till riksrådet Olof Cederström i dennes första äktenskap, med Margareta Silfverklou, och dotterdotter till Catharina Bröms. Brodern Carl Cederström blev landshövding över Kopparbergs län.
Vid ett tillfälle vid kungliga hovet i Stockholm, träffade hon Hans Bengtsson Hierta, sedan att han släppts efter en trettonåring fångenskap efter slaget vid Poltava. De gifte sig 1727, och eftersom han var (oavlönad) hovman bodde de sina första år i Stockholm. 1732 begärde Hierta avsked från krigstjänsten, och de flyttade då till Catharina Cederströms mormors säteri Wij bruk i Gästrikland. När mormodern Catharina Bröms avled 1735 köpte maken Hierta Högbo bruk och Edske masugn. I Högbo lät makarna uppföra ett ståndsmässigt boningshus, Högbo herrgård. 
Catharina Cederström blev änka 1754, och blev då ägare till bruksrörelsen, vilken hon drev till sin död 1791. En av hennes döttrar, Charlotta Christina Hierta gifte sig med Daniel Plaan, och hon uppförde då Plaanska villan åt sin dotter. Äldsta dottern Catharina Margareta Hierta gifte sig med Theodor Nordenadler, vars släkt sedermera skulle överta bruket.